# Festuca simlensis
Festuca simlensis är en gräsart som först beskrevs av Otto Stapf, och fick sitt nu gällande namn av Evgenii Borisovich Alexeev. Festuca simlensis ingår i släktet svinglar, och familjen gräs. Inga underarter finns listade i Catalogue of Life.